# Eternal Poison
Eternal Poison (ポイズンピンク, Poison Pink) est un jeu vidéo de type tactical RPG développé par Flight-Plan et édité par Banpresto, sorti en 2008 sur PlayStation 2.

## Accueil
- IGN : 3,5/10[1]